# Солидарная республика
Солидарная республика (фр. République solidaire) — французская политическая правоцентристская партия, основанная премьер-министром Французской республики в  2005—2007 годах Домиником де Вильпеном. Партия бездействует, начиная с 2012 года.

## История
19 июня 2010 года один из главных критиков Николя Саркози и последний премьер-министр Жака Ширака Доминик де Вильпен представил новую партию — «Солидарная республика». Она должна была стать альтернативой пропрезидентскому «Союзу за народное движение» (СНД) и выдвинуть или поддержать Вильпена на президентских выборах в 2012 году. В свою очередь, почвой для партии послужило движение «Смелая Республика» (фр. Courage République), созданное в 2006 году Вильпеном для участия на выборах президента. Ширак хотел обеспечить переход президентской власти от него именно к Вильпену.
Партия предложила смену курса страны путём работы по трём направлениям: борьба с безработицей, внедрение инноваций и сокращение бюджетного дефицита. По мнению экспертов, целевой аудиторией нового политического проекта являлся правый электорат, сторонники правящей партии, недовольные проводимой политикой.
К партии присоединились министр по вопросам франкофонии Брижит Жирардин, министр по обеспечению равных возможностей Азуз Бегаг и министр по вопросам высшего образования Франуса Гулар из Правительства Вильпена, а также девять депутатов и один сенатор Парламента Франции. Большинство из них были выходцами из СНД.
С целью дестабилизировать положение партии, Николя Саркози в ноябре 2010 года назначает пресс-секретаря «Солидарной республики» Мари-Анн Моншам в Правительство Фийона госсекретарём по вопросам социальной сплочённости. Также министерский портфель был передан Жоржу Трону, стороннику Вильпена.
Лидер партии в мае 2011 года (во время самого низкого рейтинга действующего Президента Франции) выступил с речью, которую сочли за предвыборные лозунги. В ней, в частности, говорилось о выходе Франции из НАТО, Вильпен выступил за вывод французских войск из Афганистана и высказал мнение о том, что «Саркози — это проблема для Франции», при нём она стала второстепенной державой, а благосостояние граждан значительно ухудшилось.
После того, как Вильпена признали невиновным в клевете на Саркози (Дело Clearstream), он решил покинуть пост лидера партии (в сентябре 2011 года). В декабре того же года он объявил о начале своей президентской кампании, результаты опросов французских граждан колебались от 1 % до 9 % за его кандидатуру в первом туре. 16 марта 2012 года Вильпен выступит с обращением о недоборе необходимых для баллотирования подписей и не поддержит ни одного из кандидатов. В то же время несколько членов партии сообщили о поддержке Франсуа Олланда, о чём заявил и экс-президент Ширак. После президентских выборов 2012 года партия прекратила свою активную деятельность, а на парламентских переизбраться в Национальное собрание смог только один член партии — Ги Жоффруа.

## Лидеры
| Президент партии   | Длительность полномочий | Длительность полномочий | Регалии |
| ------------------ | ----------------------- | ----------------------- | --- |
| Доминик де Вильпен | 19 июня 2010            | 19 сентября 2011        | - Генеральный секретарь канцелярии Президента Франции (1995—2002) - Министр иностранных дел Франции (2002—2004) - Министр внутренних дел Франции (2004—2005) - Премьер-министр Фрации (2005—2007) |
| Жан-Пьер Гран      | 19 сентября 2011        | 2012                    | - Мэр небольшого города в Окситании (1983—2017) - Депутат Национального собрания Франции (2002—2012)                                                                                              |